# Phaonia jilinensis
Phaonia jilinensis är en tvåvingeart som beskrevs av Ma och Wang 1992. Phaonia jilinensis ingår i släktet Phaonia och familjen husflugor.
Artens utbredningsområde är Jilin (Kina). Inga underarter finns listade i Catalogue of Life.